# Biblioteka (Olsztyn)

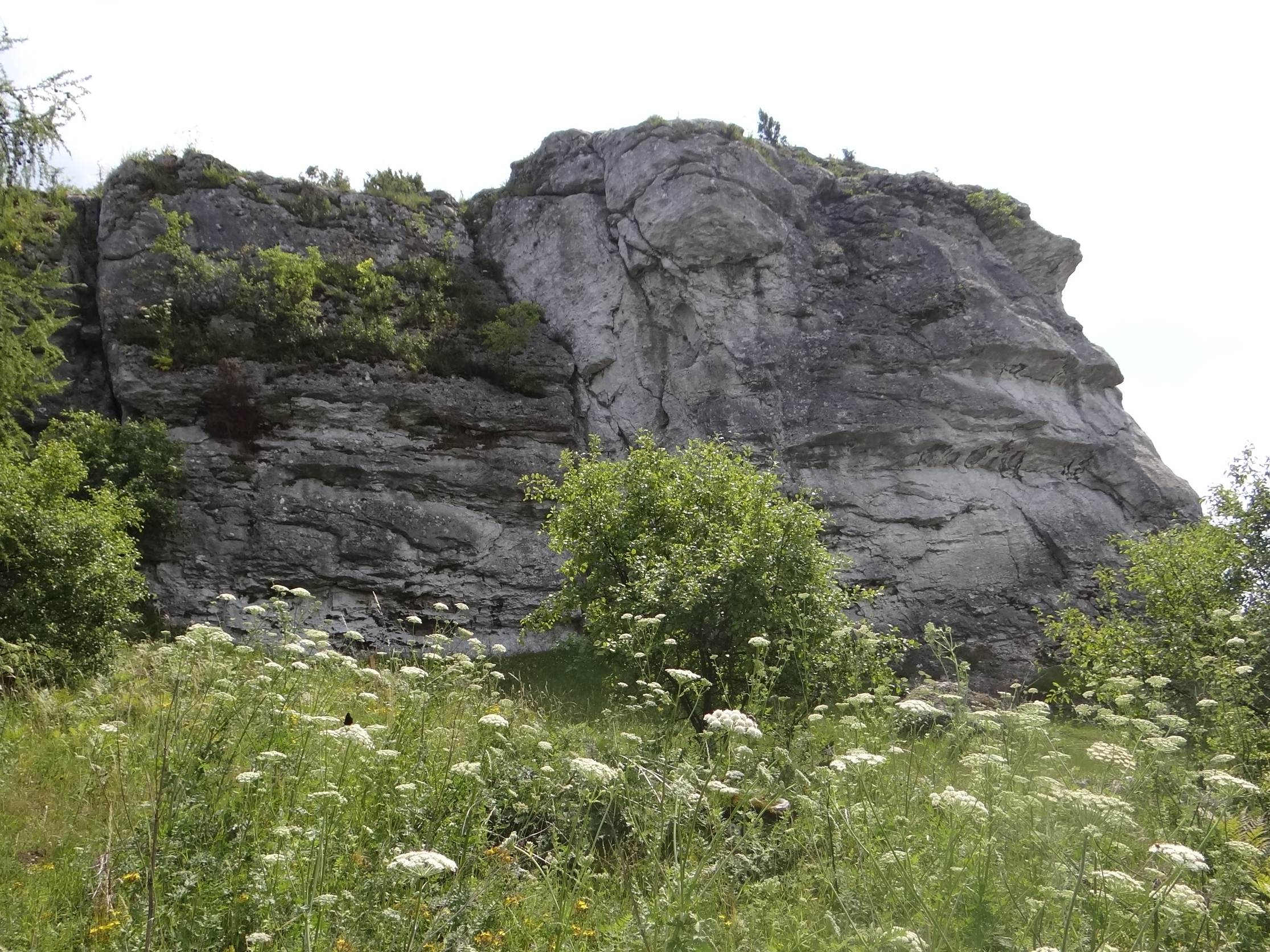

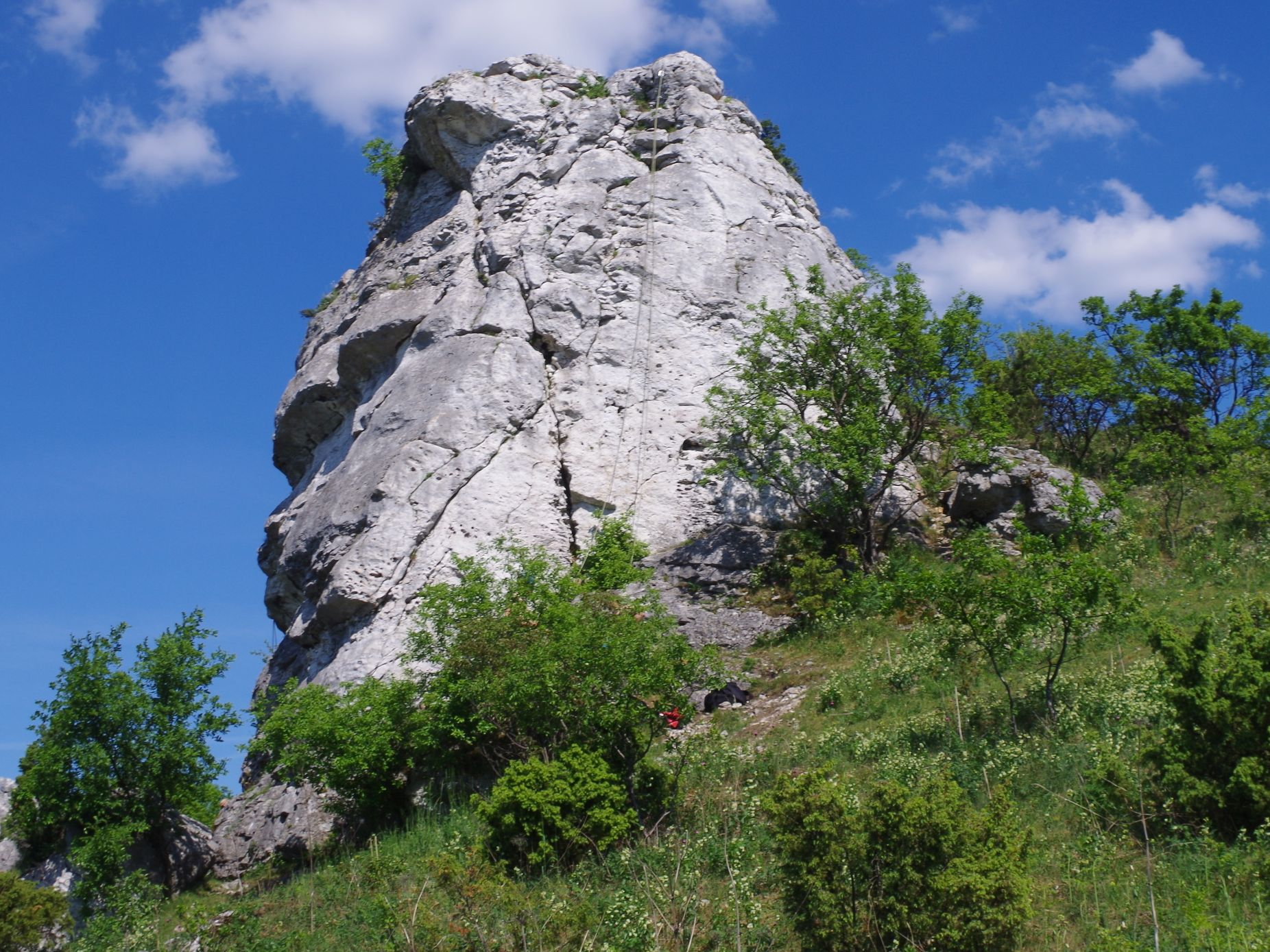

Biblioteka – skała  na  wzgórzu Cegielnia na Wyżynie Częstochowskiej, we wschodniej części miejscowości Olsztyn w województwie śląskim, w powiecie częstochowskim, w gminie Olsztyn. Znajduje się na terenie bezleśnym w północno-wschodniej części wzgórza.
Należy do grupy skał zwanej Grupą Dziewicy. Jest popularnym obiektem wspinaczki skalnej. Zbudowana jest z  wapieni, ma wysokość 12-15 m, połogie i pionowe lub przewieszone ściany z takimi formacjami skalnymi jak filar i zacięcie. 

## Drogi wspinaczkowe
Wspinacze poprowadzili na Bibliotece 19 dróg wspinaczkowych o trudności III – VI.2 w skali Kurtyki. Mają wystawę południowo-zachodnią lub północno-zachodnią i niemal wszystkie mają zamontowane stałe punkty asekuracyjne: ringi (r), spity (s), stanowiska zjazdowe (st) lub dwa ringi zjazdowe (drz).

Biblioteka I
1. Zacięcie biblioteki; III, 15 m
2. Ambona; VI.+, 3r + rz, 14 m
3. Ambona łatwiej; V+, 1r + rz, 14 m
4. Wariant Potoka; VI.2, 4r +1s + st, 14 m
5. Beletrystyka; VI.1, 3r + st, 11 m, 17 m
6. Telegraf; VI, 4r + st, 14 m
7. Z mchu i paproci; V+, 3r + st, 14 m
8. Archiwum okapu; VI, 4r + st, 14 m
9. Trzy okapy; VI.1, 3r + st, 14 m
10. Dwa okapy; VI+, 3r + st, 13 m[2].

Biblioteka II
1. Jeden okap; VI+, 3r +st, 13 m
2. Droga pamięci Ścibielskiego; VI-, drz, 13 m
3. Kant Biblioteki; V-, 3r + drz, 12 m
4. Droga przez dziury; IV, 2r + drz, 12 m
5. Droga po płytach; V- 12 m
6. Droga murzyna; V, 2r + 1s + drz, 11 m
7. Płyta murzyna; IV+, drz, 11 m
8. Droga bez nazwy; III 10 m[2].